# محورهای اصلی هواپیما

سمت‌گشت، تاب و غلت در یک هواپیما

محورهای اصلی هواپیما سه محور عمود برهم هستند که برای توصیف حرکات چرخشی هواپیما در هوا استفاده می‌شوند. این محورها عبارتند از:
- محور عمودی معروف به سَمت‌گَشت[۱] (Yaw): این محور از بالا به پایین کشیده شده و عمود بر دو محور دیگر است و موازی با خط ایستگاه بدنه هواپیما می‌باشد. چرخش هواپیما حول این محور، سمت‌گشت نامیده می‌شود. چرخش مثبت حول این محور، دماغه هواپیما را به سمت راست حرکت می‌دهد.
- محور عرضی معروف به تاب[۲] (Pitch): این محور از یک سر بال به سر بال دیگر کشیده می‌شود و موازی با خط باسن هواپیما است. چرخش هواپیما حول این محور، تاب نامیده می‌شود. چرخش مثبت حول این محور، دماغه هواپیما را به سمت بالا می‌برد.
- محور طولی معروف به غلت[۳] (Roll): این محور از دماغه تا دم هواپیما کشیده شده و موازی با خط آبخور است. چرخش هواپیما حول این محور، غلت نامیده می‌شود. چرخش مثبت حول این محور، بال راست هواپیما را به سمت پایین می‌برد.

این محورها معمولاً با حروف X, Y و Z نشان داده می‌شوند تا بتوان آنها را با یک چارچوب مرجع که معمولاً با x, y و z نشان داده می‌شود، مقایسه کرد. نماد X اغلب برای محور طولی استفاده می‌شود، اما قراردادهای دیگری نیز وجود دارد.
مبدأ این محورها در گرانیگاه هواپیما قرار دارد. این محورها برای توصیف حرکات هواپیما و طراحی سیستم‌های کنترل پرواز بسیار مهم هستند.

سه نوع حرکت در راستای سه محور طولی، عرضی و عمودی هواپیما

موقعیت هر سه محور، با قانون دست راست برای دوران‌های آن

این محورها همراه هواپیما حرکت می‌کنند و نسبت به زمین دوران می‌کنند.
هنگامی که اولین فضاپیمای سرنشین‌دار در اواخر دهه ۵۰ طراحی شد، این تعاریف به‌طور مشابه در مورد فضاپیما به کار گرفته شد.
این چرخش‌ها توسط گشتاور حول محورهای اصلی پدید می‌آیند. در هواپیما، این چرخش‌ها با استفاده از سطوح کنترل متحرک تولید می‌شوند که توزیع نیروی آیرودینامیکی خالص حول گرانیگاه هواپیما را تغییر می‌دهند. بالابرنده‌ها (قطعات متحرک روی دم افقی) تاب را ایجاد می‌کنند، سکان روی دم عمودی باعث ایجاد سمت‌گشت می‌شود، و شهپر (قطعات روی بال که در جهت‌های مخالف حرکت می‌کنند) منجر به پدید آمدن غلت می‌شود. در یک فضاپیما، گشتاورها معمولاً توسط سیستم کنترل واکنش ایجاد می‌شوند. این سیستم متشکل از پیشران‌های موشک کوچک است که برای اعمال نیروی رانش نامتقارن روی وسیله استفاده می‌شود.

## محورهای اصلی

سمت‌گشت هواپیما
تاب خوردن هواپیما
غلت خوردن هواپیما

- محور معمولی یا محور سمت‌گشت - محوری که از بالا به پایین کشیده شده است و عمود بر دو محور دیگر به موازات می‌باشد.
- محور عرضی، محور جانبی یا محور تاب - محوری که از سمت چپ به راست خلبان در هواپیمای خلبان‌دار و به موازات بال‌های یک هواپیمای بالدار کشیده شده است. این محور به موازات می‌باشد.
- محور طولی یا محور غلت - محوری که میان بدنه وسیله نقلیه از دم به دماغه کشیده شده است. این محور موازی با آبخور است.

این محورها معمولاً با حروف X ,Y و Z نامگذاری می‌شوند تا بتوان آنان را با چارچوب مرجع، که معمولاً با x ,y ،z نمایش داده می‌شوند مقایسه کرد. نماد X اغلب برای محور طولی استفاده می‌شود، اما قراردادهای دیگری نیز وجود دارد.

### محور عمودی
مبدأ محور سمت‌گشت در گرانیگاه است و جهت آن به طرف پایین هواپیما، عمود بر بال‌ها و عمود بر خط مرجع بدنه است. حرکت حول این محور، سمت‌گشت (yaw) نامیده می‌شود. سمت‌گشت مثبت، دماغه هواپیما را به سمت راست حرکت می‌دهد. سکان کنترل‌گر اصلی سمت‌گشت می‌باشد.

### محور عرضی
مبدأ تاب (محور عرضی یا محور جانبی) در گرانیگاه است و جهت آن به سمت راست، موازی با خطی است که از نوک یک بال به نوک بال دیگر کشیده شده است. حرکت حول این محور، تاب خوانده می‌شود. تاب مثبت، دماغه هواپیما را بالا می‌برد و دم را پایین می‌آورد. بالابرنده‌ها کنترل‌گر اصلی تاب هستند.

### محور طولی
مبدأ غلت (یا محور طولی) در گرانیگاه است و جهت آن به موازات خط مرجع بدنه به سمت جلو می‌باشد. حرکت حول این محور، غلت نامیده می‌شود. جابجایی زاویه‌ای در حول این محور پهلوگردی (banking) نامیده می‌شود. یک حرکت غلت مثبت بال چپ را بالا می‌برد و بال راست را پایین می‌آورد. خلبان با افزایش نیروی برآر در یک بال و کاهش آن در بال دیگر غلت زدن را انجام می‌دهد و زاویهٔ پهلوگردی را تغییر می‌دهد. شهپرها کنترل‌گر اصلی پهلوگردی هستند. سکان نیز روی پهلوگردی تأثیر دارد.

## رابطه با سایر روش‌های نام‌گذاری محورها
این محورها با محورهای اصلی لَختی مرتبط هستند، اما با این محورها یکسان نمی‌باشند. این محورها، محورهای تقارن هندسی می‌باشند و بدون در نظر گرفتن به توزیع جرم هواپیما انتخاب شده‌اند.
در مهندسی هوا-فضا چرخش‌های ذاتی حول این محورها را اغلب زاویه‌های اویلر می‌نامند که با سایر موارد استفاده از آن مغایرت دارد. محاسبات مربوطه آنها شبیه فرمول‌های فرنه-سره است. انجام چرخش در یک چارچوب مرجع ذاتی معادل ضرب از راست ماتریس چرخش در ماتریس مشخصه (ماتریسی که بردار چارچوب مرجع، ستون‌های آن می‌باشد) است.

## تاریخ

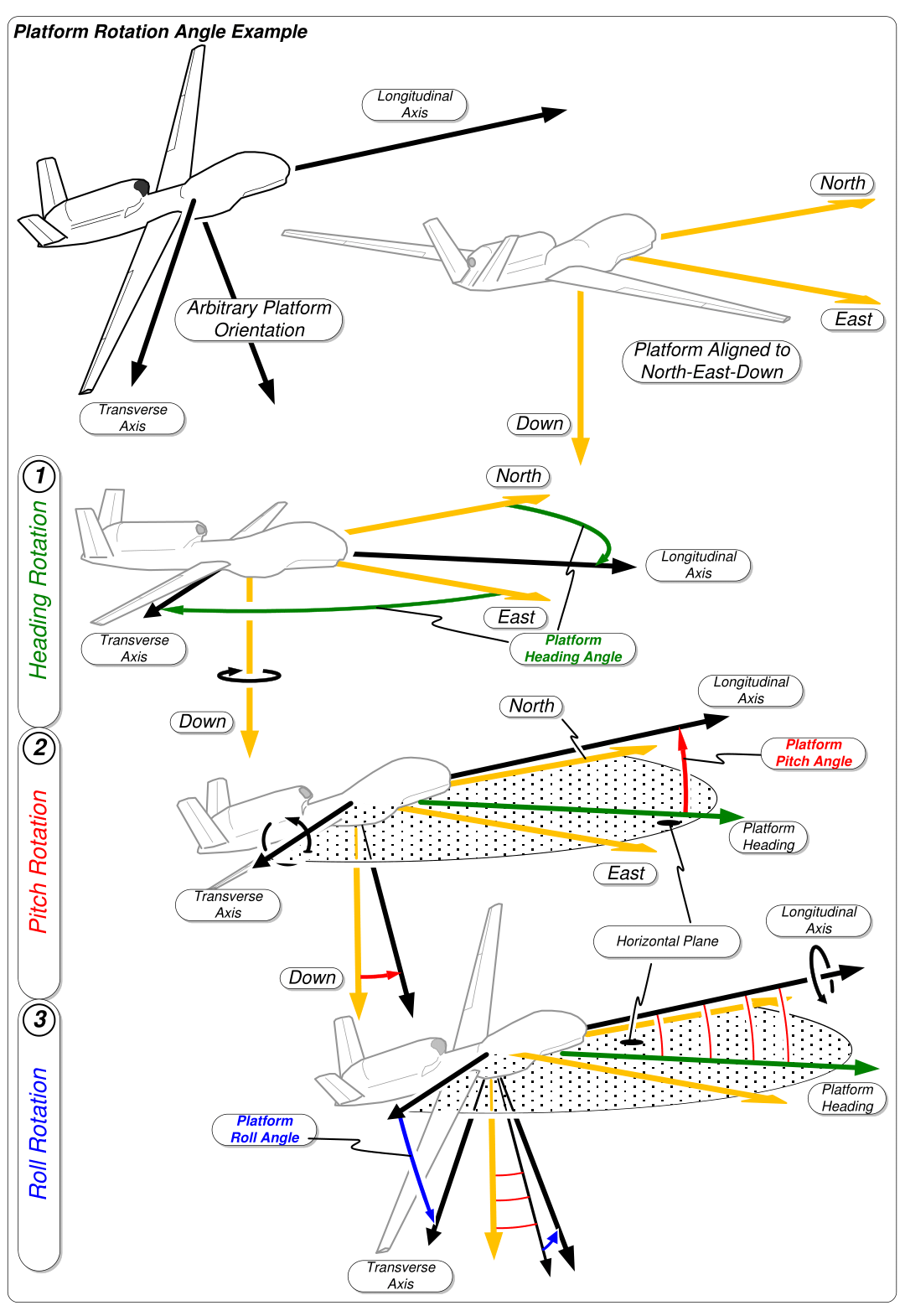
زاویه‌های سمت‌گشت/جهت، تاب و غلت و محور عمودی مرتبط با آن (پایین)، محورهای عرضی و طولی

اولین هواپیمایی که کنترل فعال آن حول هر سه محور ممکن بود، گلایدر ۱۹۰۲ برادران رایت بود.